# Khadija Ismayilova
Pour les articles homonymes, voir Ismayilov.
Khadija Ismayilova, née le 27 mai 1976, est une journaliste d'investigation et chroniqueuse radio azerbaïdjanaise. Elle a travaillé pour l'Organized Crime and Corruption Reporting Project (OCCRP).

## Biographie
Khadija Ismayilova est diplômée en philologie après des études à l'université de Bakou. Elle travaille d'abord pour le journal russophone Zerkalo, ainsi que pour le journal anglophone Caspian Business News et le média Voice of America. Puis, à partir de 2007, elle travaille pour Radio Free Europe, d'abord en indépendant, puis de façon permanente. En 2009, elle devient directrice du service azerbaïdjanais de Radio Free Europe. Entre 2010 et 2014, elle continue à y travailler en tant que journaliste indépendante. Elle signe une série d'articles sur la corruption au niveau de l'État en Azerbaïdjan visant explicitement le président Ilham Aliyev, son épouse Mehriban Aliyeva et leurs enfants.
En 2012, le pouvoir azéri installe une caméra dans son appartement puis diffuse sur Internet des vidéos de la journaliste ayant des relations sexuelles avec son compagnon,. En 2019, l'Azerbaïdjan est condamné par la Cour européenne des droits de l'homme pour n'avoir pas enquêté sur cette affaire.
Le 5 décembre 2014, elle est arrêtée sous l'inculpation d'incitation au suicide d'un de ses collègues. Elle est placée en détention provisoire dans l'attente de son procès. Le 1er septembre 2015, elle est condamnée à 7 ans et demi de prison,.
Cette arrestation a suscité des protestations internationales dans de nombreux pays. Elle a été libérée le 26 mai 2016, à la suite d'un appel de la cour du Tribunal de Bakou. Au cours du processus, Ismailova a toujours rejeté les accusations, les qualifiant de politiquement motivées,.
En février 2020, la Cour européenne des droits de l'homme juge infondées l'arrestation et la détention d'Ismayilova en rapport avec l'incitation au suicide de son collègue et en rapport avec les accusations de fraudes commises à Azadliq. L'Azerbaïdjan est condamnée à différents titres (dont le non-respect la présomption d'innocence et la détention sans cause) par la CEDH et doit payer 25 000 € à Ismayilova en dédommagement.
En juillet 2021, une enquête du consortium de journalistes Forbidden Stories révèle qu'elle a été la cible pendant trois ans du logiciel espion Pegasus, utilisé par l'Azerbaïdjan,.

## Distinction
Khadija Ismayilova est une des 4 récipiendaires du prix Right Livelihood en 2017 pour l'importance de sa contribution, le courage et la détermination qu'elle a démontré à dénoncer la corruption des liens qui existaient entre le gouvernement d’Azerbaïdjan et des hommes d'affaires européens.